# Drachtster Lyceum
Het Drachtster Lyceum in Drachten werd in 1919 opgericht als Rijks hogereburgerschool en heeft daarom jarenlang in de volksmond “de HBS” geheten. Het schoolgebouw aan de Torenstraat werd in 1920 geopend en was jarenlang verreweg het grootste gebouw van Drachten, dat toen nog maar een dorp met 6000 inwoners was.
In 1947 kreeg de school er een gymnasiumafdeling bij en heette de onderwijsinstelling voortaan Het Drachtster Lyceum, met een rector in plaats van een directeur. Toen in 1963 de Mammoetwet werd aangenomen, werd de opzet weer anders: er kwamen afdelingen voor havo en vwo (gesplitst in atheneum en gymnasium).
Toen Drachten in de jaren vijftig en zestig snel ging groeien (vooral ook door de komst van de Philips-fabrieken) groeide het Lyceum even snel mee. Dat leverde uiteindelijk een behoorlijk groot complex op (van oudsher met sportveld ernaast), dat jarenlang goed gefunctioneerd heeft maar aan het einde van de 20e eeuw toch wel aan vernieuwing toe was.
In 2002 werd in goed overleg tussen de gemeente Smallingerland en de OSG Singelland (waar het Lyceum sinds 1996 deel van uitmaakt) besloten het oude HBS-gebouw van binnen geheel te renoveren en alle gebouwen daarachter te slopen en te vervangen door moderne, compacte nieuwbouw. Deze werd in augustus 2007 opgeleverd, waarna personeel en leerlingen van het Drachtster Lyceum, na een verblijf van bijna twee jaar in de oude mavo (Splitting) en de oude ambachtsschool (Wuiteweg), weer terug konden keren op de Torenstraat. Op 1 februari 2008 nam mevrouw G.J. van de Stouwe het rectoraat over van J.J. Hallers, die sinds 1986 de school had geleid. In 2013 werd de school uitgebreid met een fraaie nieuwe mediatheek annex werkruimte voor leerlingen.

Het Drachtster Lyceum heeft in de noodlokalen ook een afdeling voor speciaal onderwijs voor kinderen met autisme. Dat gedeelte heet het Matrix Lyceum. Het is een school van RENN4. 

## Bestuurlijke onrust
In diverse landelijke media kwam naar voren dat er onrust was onder het onderwijzend personeel. Op de meldingen van een jarenlange angstcultuur op de werkvloer volgde een berispend rapport van de Onderwijsinspectie. In 2024 leidde dit uiteindelijk tot een aankondiging van het vertrek van de bestuursvoorzitter Pieter Schram.

## Bekende oud-scholieren
- Gerben Sonderman (1905-1955), (test)piloot
- Dam Jaarsma (1914-1991), schrijver
- Peter Tuinman (1947), acteur
- Heinze Bakker (1942-2021), sportverslaggever
- Syp Wynia (1953), journalist
- Atte Jongstra (1956), schrijver, essayist, recensent
- Hilbert van der Duim,(1957), langebaanschaatser (o.a. wereldkampioen in 1980 en 1982)
- Tjitze Vogel (1958), contrabassist en componist in jazz en wereldmuziek
- Philip Kooke (1968), sportverslaggever
- Peter van de Witte, (1975), cabaretier (Droog Brood), tekstschrijver
- Ismee Tames, (1976), historicus en politicoloog, directeur onderzoek van het NIOD, bijzonder hoogleraar Stichting 1940-1945
- Sophie Hermans, (1981), politicus
- Doutzen Kroes (1985), model en actrice
- Iris Kroes (1992), zangeres en winnaar seizoen 2 The voice of Holland
- Else Talsma (2003), actrice